# Františkov (Ovčáry)
Františkov (deutsch Franzenshof) ist eine Ortslage der Gemeinde Ovčáry in Tschechien. Sie liegt am südwestlichen Ortsausgang von Ovčáry und gehört zum Okres Kolín.

## Geographie
Františkov befindet sich rechtsseitig des Baches Hluboký potok in der Středolabské tabule (Tafelland an der mittleren Elbe). Westlich liegt ein Kreisverkehrsplatz, an dem die Staatsstraße II/328 nach Městec Králové von der II/125 zwischen Kolín und Libice nad Cidlinou abzweigt. Südlich verläuft die Museumsbahn Koliner Rübenbahn entlang des Hluboký potok, dort liegt auch der Haltepunkt Černý Most. Nördlich erstreckt sich das Werksgelände der TPCA. Gegen Osten liegt die Wüstung Lhotka.
Nachbarorte sind Bačov, Karolín und Volárna im Norden, Ovčáry im Nordosten, Písečný Mlýn im Osten, Výrovna, Včelín, Nadávka und Konárovice im Südosten, Tři Dvory im Süden, Zálabí im Südwesten, Sendražice und Jezeřany im Westen sowie Veltruby im Nordwesten.

## Geschichte
Der Meierhof Franzenshof wurde 1864 durch den Besitzer der Grundherrschaft Kolin, Franz Horsky von Horskysfeld auf den Feldern zwischen Ovčáry und Sendražice angelegt. Horsky benannte den als landwirtschaftliches Mustergut konzipierten Hof mit amerikanischem Schüttboden nach sich selbst und übertrug die Verwaltung des Hofes seinem Schwiegersohn Josef Richter.
Entsprechend dem letzten Willen des Gründers übereignete die Witwe Karoline Horsky von Horskysfeld den Hof 1877 an Horskys Enkel Adolf Richter. Im Jahre 1894 ließ Richter die von Jestřabí Lhota über Eleonorenhof, Býchory und Sendražice zur Zuckerfabrik Kolín führende schmalspurige Koliner Rübenbahn anlegen und 1895 von der Weiche an der Schwarzen Brücke (Černý most) am Hluboký potok ein 900 m langes Anschlussgleis zum Franzenshof, wo eine Beladestelle entstand, errichten. Adolf Richter veräußerte den Franzenshof 1895 an Václav Zástěra, kaufte ihn aber 1910 zu einem höheren Preis wieder zurück. 1924 erbte seine Witwe Zdena Richterová den Besitz; sie verpachtete den Hof 1928 an einen Herrn Miláček aus Ovčáry.
Nach dem Februarumsturz wurde die Familie Richter 1948 enteignet und der Hof in ein Staatsgut umgewandelt. Zdena Richterová wanderte mit ihren Töchtern nach Italien aus, wo sie 1967 verstarb. 1950 übernahm die JZD „Rudý prapor“ Ovčáry den Hof. Sie ließ den Hof in den 1960er Jahren umbauen und erweitern. Die Rübenbahn wurde 1966 stillgelegt und die nach Františkov führenden Gleise abgetragen. 1973 wurden die JZD „Nástup“ Jestřabí Lhota und JZD „Rozkvět“ Býchory mit der JZD „Rudý prapor“ vereinigt, so dass diese nun die Felder von 13 Gemeinden bewirtschaftete. Nach der Samtenen Revolution wurde die JZD „Rudý prapor“ 1991 aufgelöst. Františkov ist heute Sitz der Zemědělské Obchodní Družstvo Zálabí (Bäuerliche Handelsgenossenschaft Zálabí)
Vom ursprünglichen Hof sind der gegenüber auf der anderen Straßenseite stehende gemauerte Schüttboden sowie das in den 1960er Jahren umgebaute Verwaltungsgebäude, das heute von der Gemeinde als Unterkunft sowie Gemeindebücherei genutzt wird, erhalten.